# Тройер, Верн
Верн Джей Тройер (англ. Verne Jay Troyer; 1 января 1969, Стерджис, Мичиган — 21 апреля 2018, Лос-Анджелес) — американский актёр, стендап-комик и каскадёр, наиболее известный ролью Мини-Мы в фильмах об Остине Пауэрсе. Тройер был карликом, его рост составлял 80 см.

## Биография
Происходил из амишей. Отец — Рубен Тройер, техник по ремонту, мать — Сьюзен Тройер, работница фабрики. Также у Верна были брат и сестра: Дэвон Тройер и Дебора Тройер. Тройер вырос в городе Сентервилле в Мичигане, в 1987 году окончил школу.
Карьеру в кино Тройер начал в 1994 году в фильме «Младенец на прогулке», в котором он был дублёром 9-месячного малыша. До 1999 года Верн работал в основном в качестве каскадёра или играл эпизодические роли, но роль Мини-Мы в фильме «Остин Пауэрс: Шпион, который меня соблазнил» принесла ему известность.
22 февраля 2004 года Тройер женился на модели Женевьев Галлен, но на следующий день брак был аннулирован.
С 2007 года и до своей смерти в апреле 2018 года Тройер встречался с Бриттни Пауэлл.

## Смерть
21 апреля 2018 года Тройер умер в возрасте 49 лет. Причина смерти, по информации коронера, озвучивалась как возможное самоубийство, так как в его теле был очень высокий уровень алкоголя, предположения позже подтвердились, причиной оставили алкогольное отравление. В октябре 2018 года смерть Тройера была официально признана самоубийством путём алкогольной интоксикации.
Похоронен в своём родном округе Сент-Джозеф.

## Избранная фильмография
| Год  |    | Русское название                            | Оригинальное название                 | Роль                                    |
| ---- | -- | ------------------------------------------- | ------------------------------------- | --------------------------------------- |
| 1997 | ф  | Люди в чёрном                               | Men in Black                          | сын пришельца 1996 Подарок на рождество |
| 1998 | ф  | Страх и ненависть в Лас-Вегасе              | Fear and Loathing in Las Vegas        | официант                                |
| 1999 | ф  | Остин Пауэрс: Шпион, который меня соблазнил | Austin Powers: The Spy Who Shagged Me | Мини-Мы                                 |
| 2001 | ф  | Парень из пузыря                            | Bubble Boy                            | доктор Фрик                             |
| 2001 | ф  | Гарри Поттер и философский камень           | Harry Potter and the Sorcerer's Stone | Крюкохват                               |
| 2002 | ф  | Остин Пауэрс: Голдмембер                    | Austin Powers in Goldmember           | Мини-Мы                                 |
| 2002 | с  | Сабрина — маленькая ведьма                  | Sabrina, the Teenage Witch            | Ангус                                   |
| 2007 | ф  | Постал                                      | The Postal                            | Гари Колман                             |
| 2008 | ф  | Секс-гуру                                   | The Love Guru                         | тренер Панч Черков                      |
| 2008 | ф  | Колледж                                     | College                               | Камео                                   |
| 2009 | ф  | Воображариум доктора Парнаса                | The Imaginarium of Doctor Parnassus   | Перси                                   |
| 2015 | с  | Парни из Трейлер Парка                      | Trailer Park Boys                     | Камео                                   |
| 2018 | мф | Гномы в доме                                | Gnome Alone                           | Гном                                    |

## Память
В честь Тройера установлена памятная доска на здании школы в деревне Сентрвилль (штат Мичиган).